# گردواره

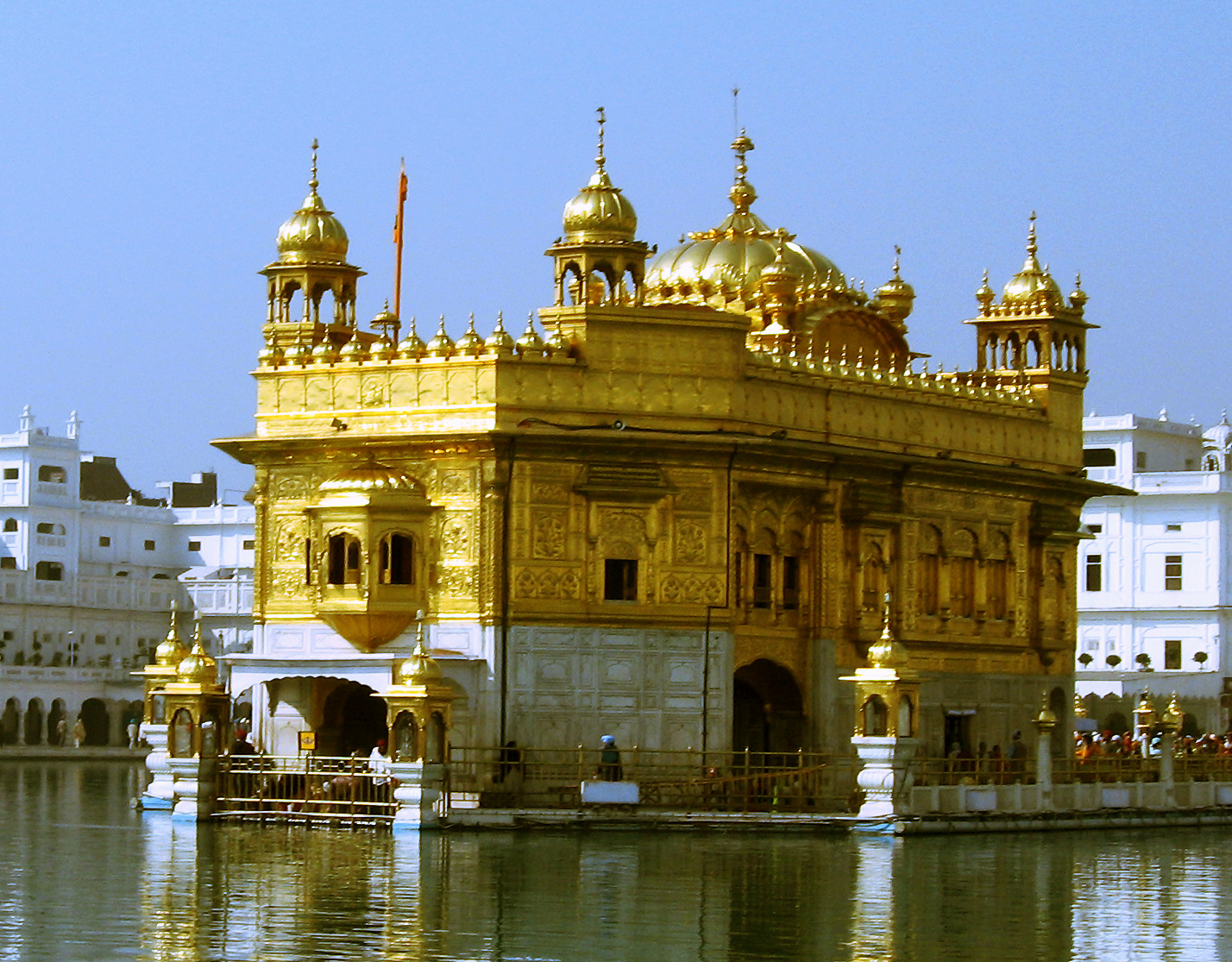
گردواره معبد طلایی امریتسار

گورودر یا گردواره (پنجابی: ਗੁਰਦੁਆਰਾ) نیایشگاه سیکها است. همگان خواه ملتزمان به باورهای سیکی و خواه معتقدان به هر یا هیچ باور دیگری مجاز به ورود به گردواره هستند. گردواره در زبان پنجابی به معنای درگاه گورو است.
هر گردواره دارای یک رواق به نام دربار صاحب (به معنای جایگاه خدا) است که آخرین گورو که گورو گرانت صاحب است در آن و بر روی تختی قرار دارد. راگاها اشعار گورو گرانت صاحب را برای زائران و حاضران با سرود خوانده و تشریح می‌کنند. همه گردواره‌های بخشی به نام لنگر (آشپزخانه) دارند که در آن به صورت رایگان به بازدیدکنندگان اعم از سیک و غیر، خوراک گیاهی داده می‌شود. برخی گردواره‌ها دارای کلاس آموزشی، بخش‌های درمانی و کتابخانه نیز هستند.
بر فراز همه گردواره‌ها، پرچم بزرگی که نشان صاحب خوانده می‌شود مهتزز است تا از فواصل دور مشخص باشند.

## نگارخانه

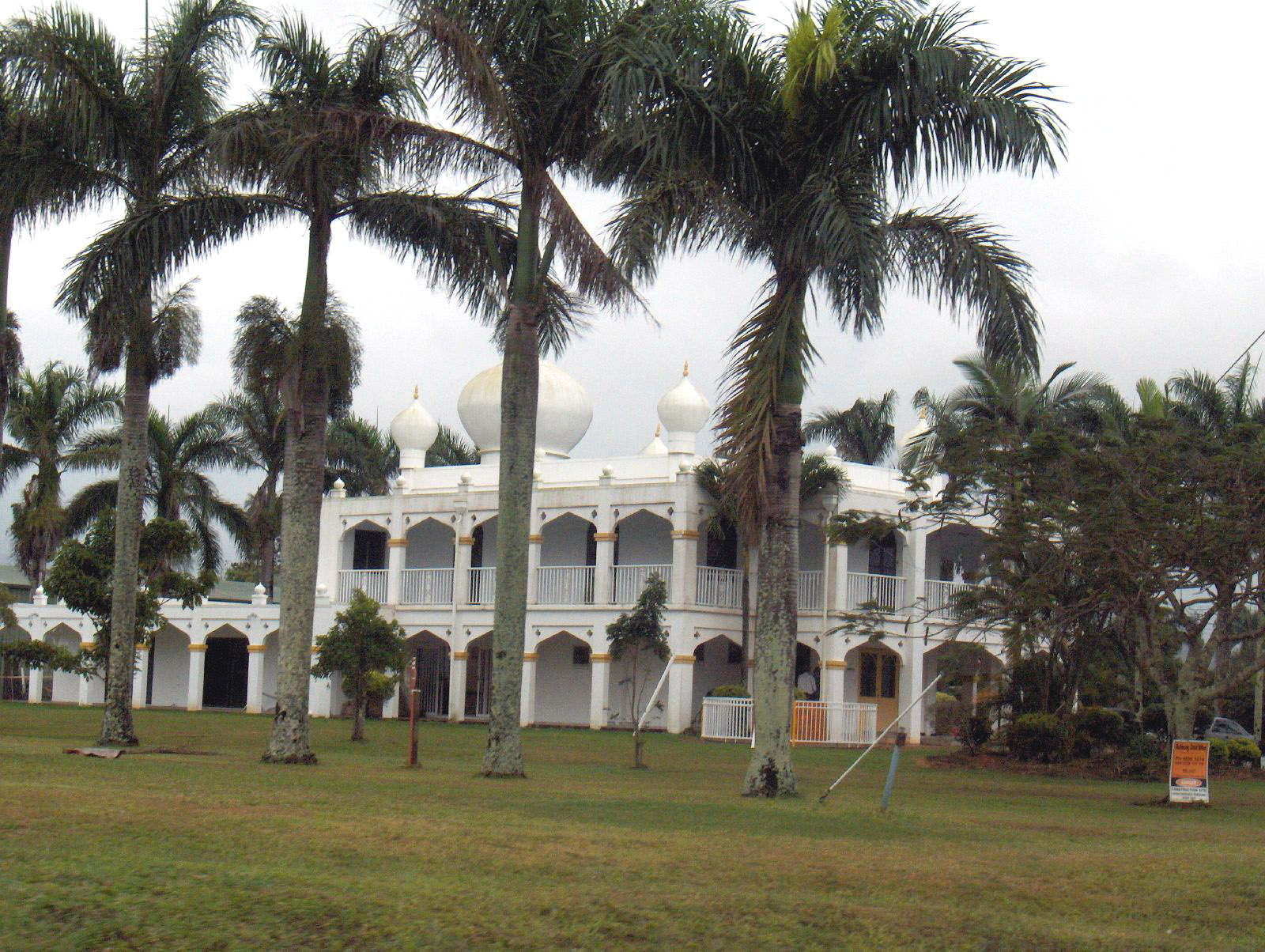
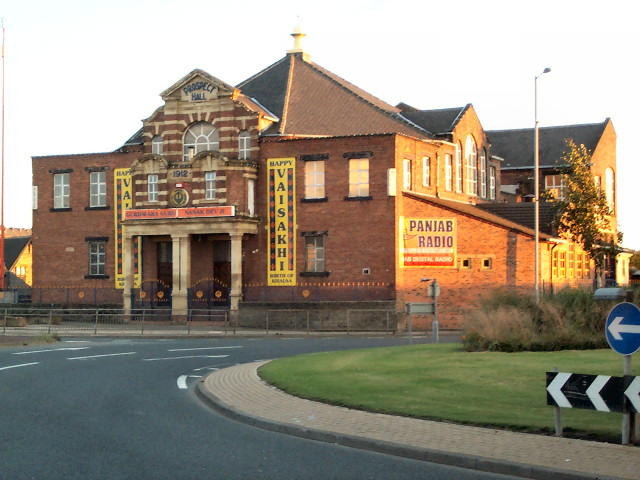
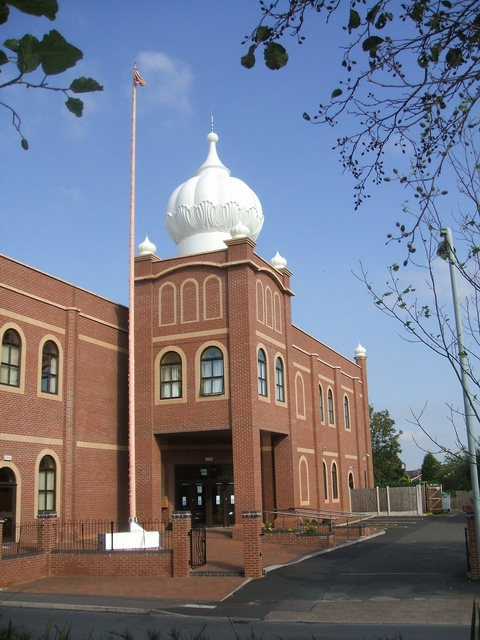
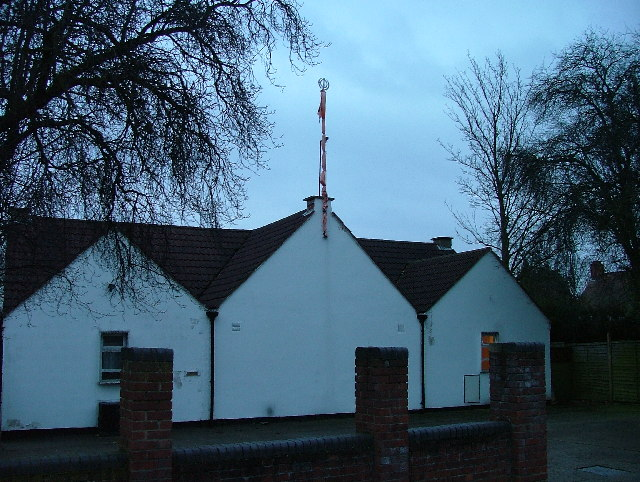
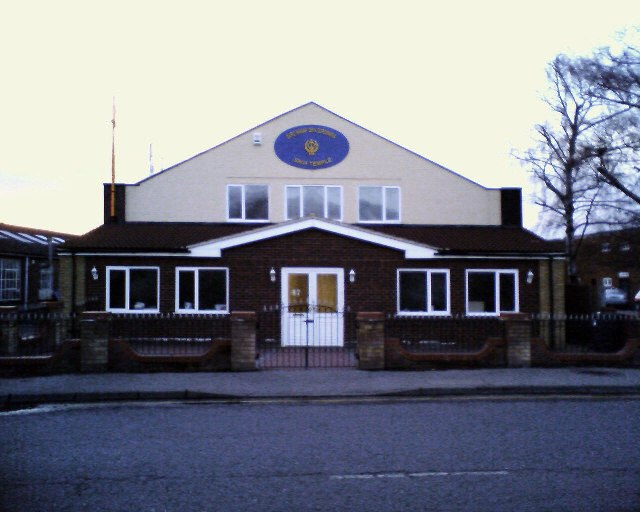
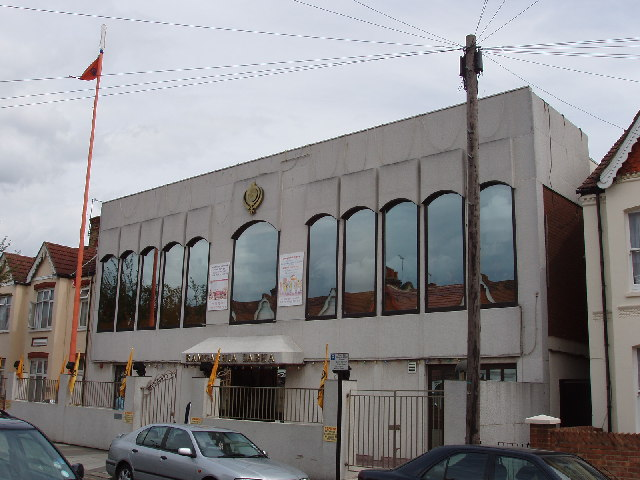
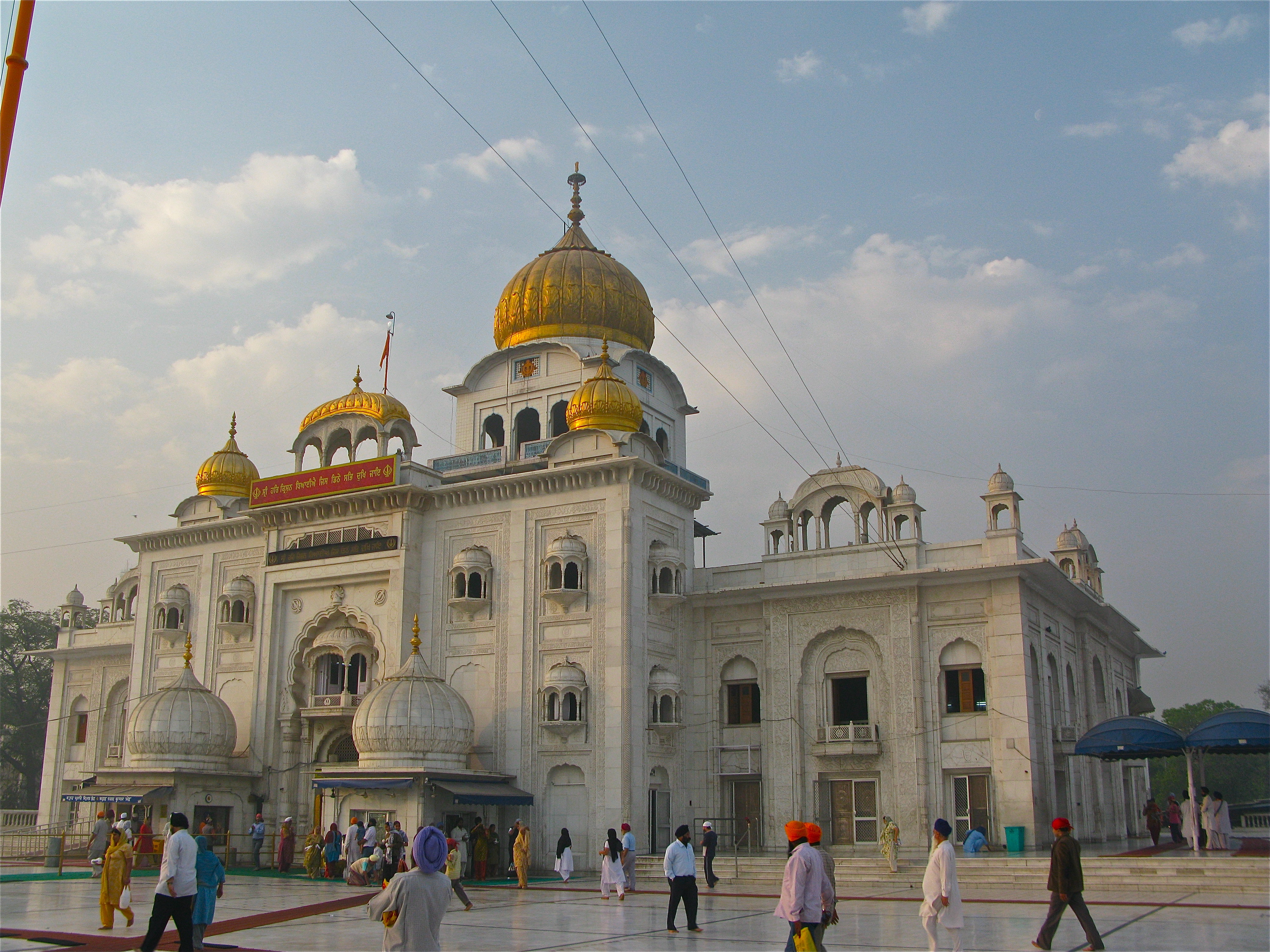
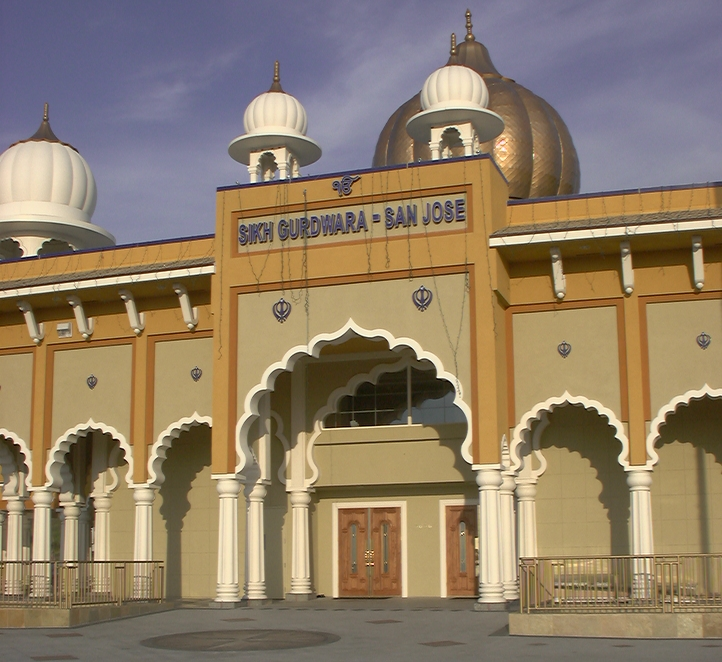
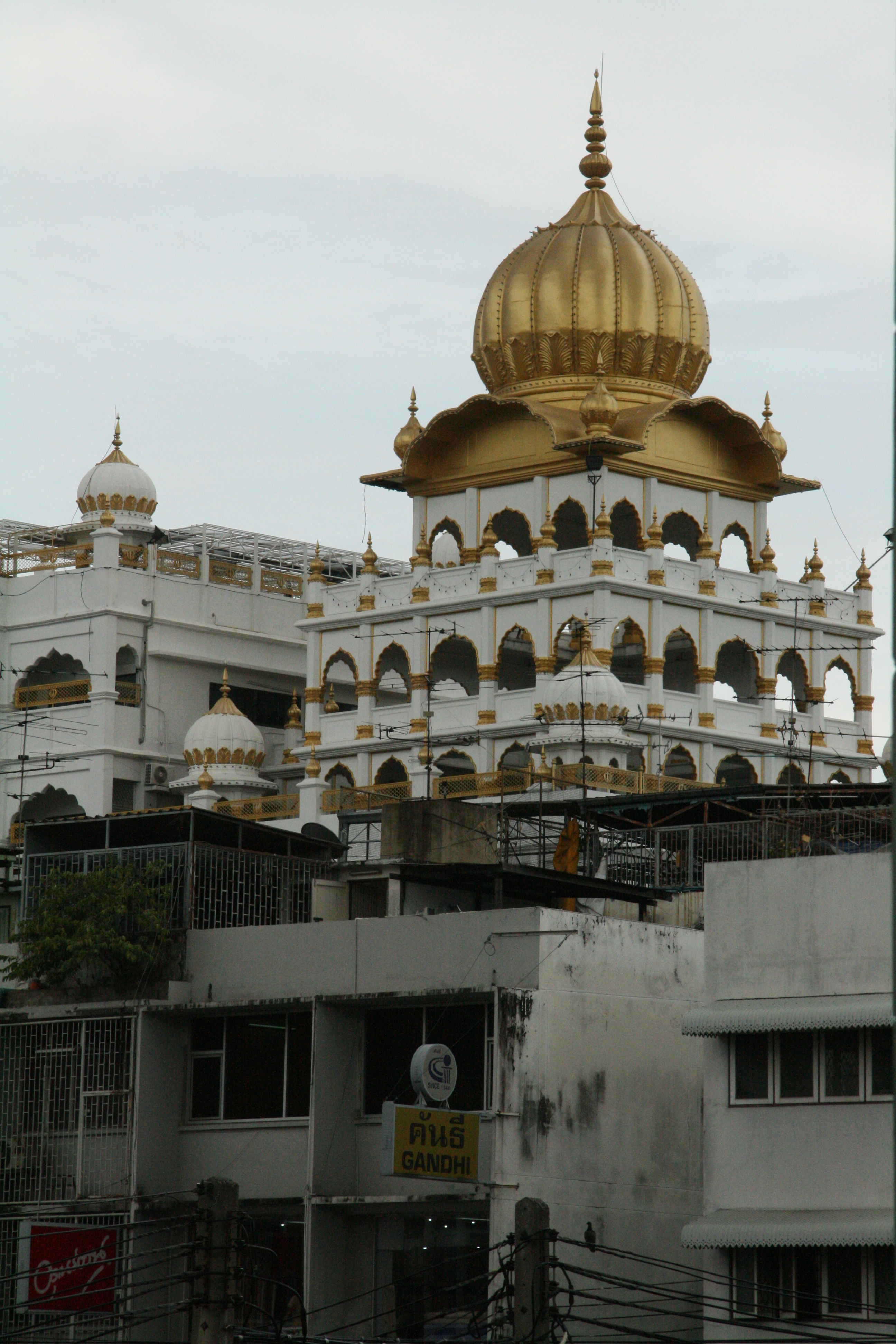
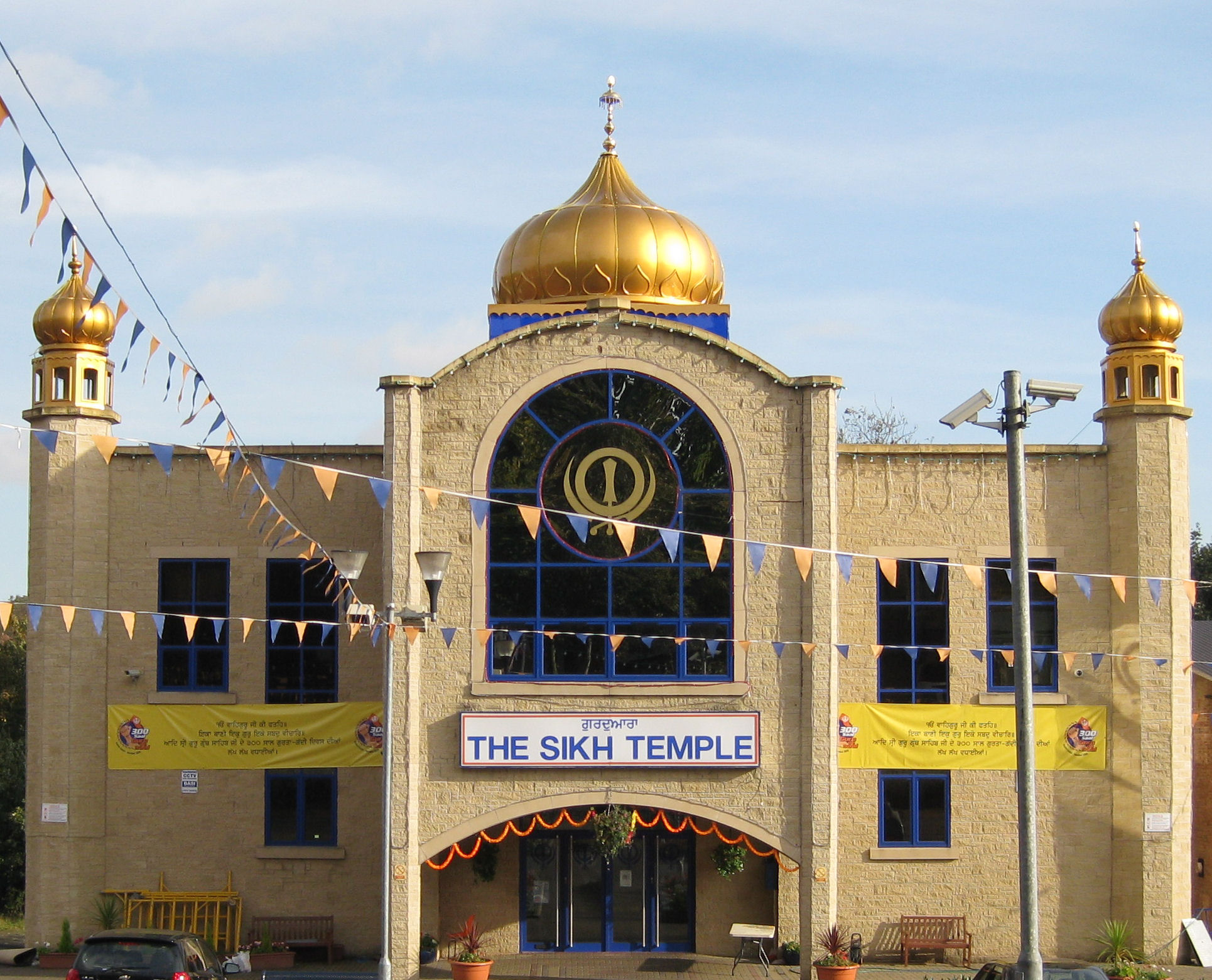
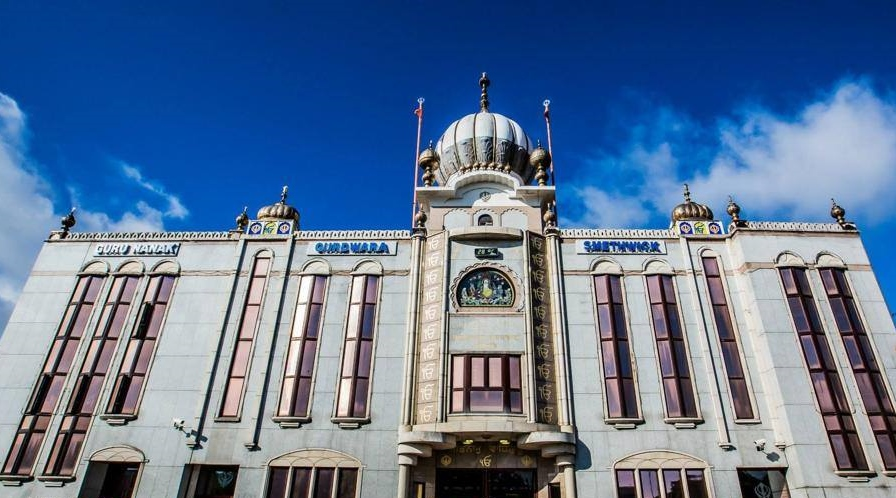
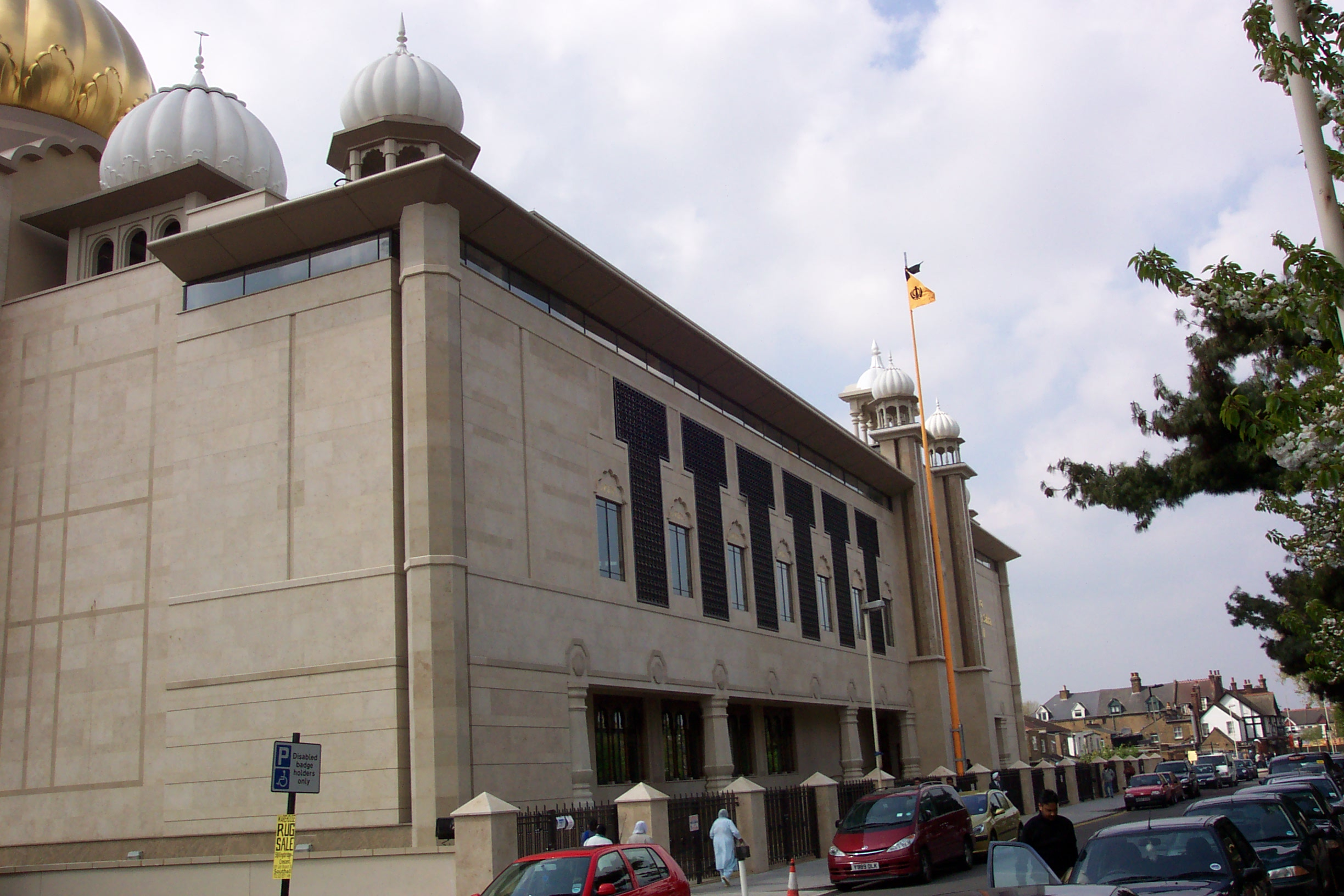
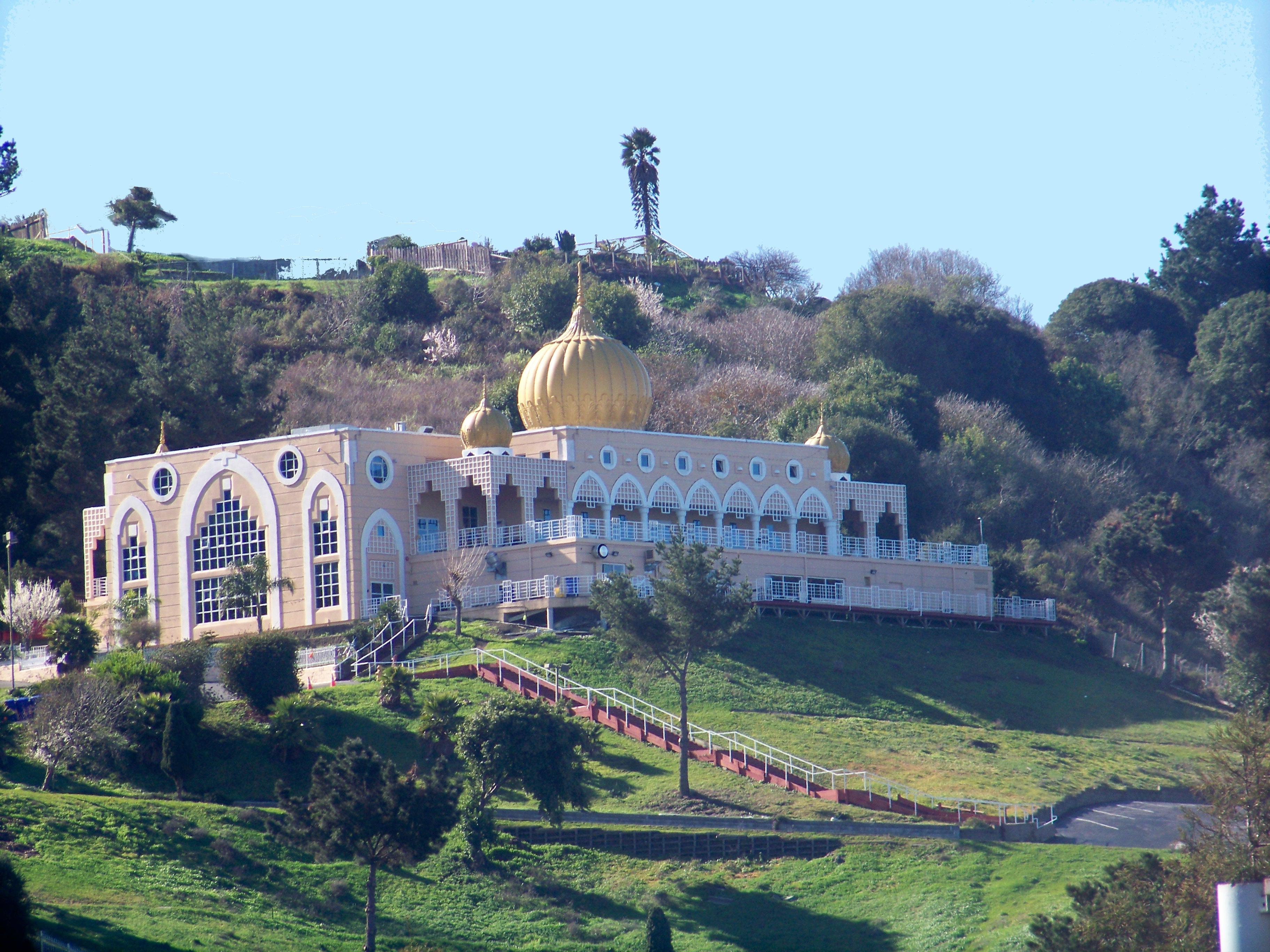
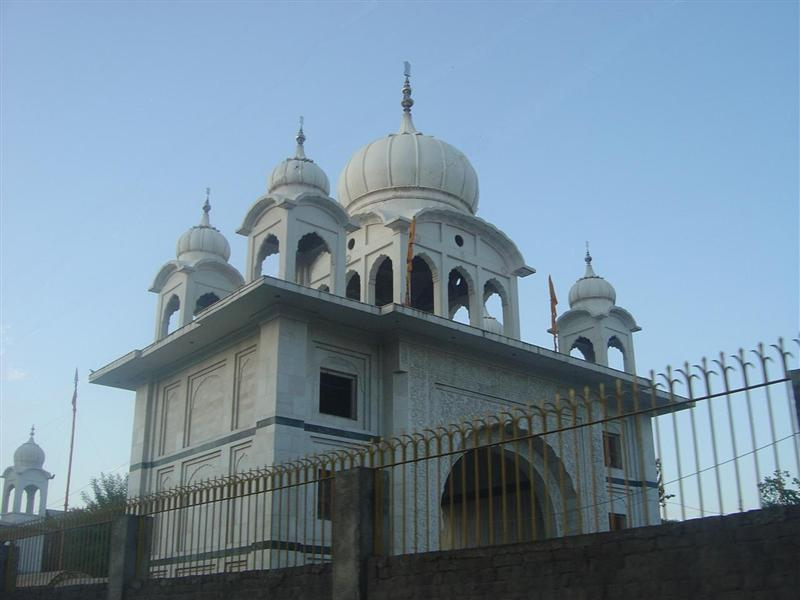
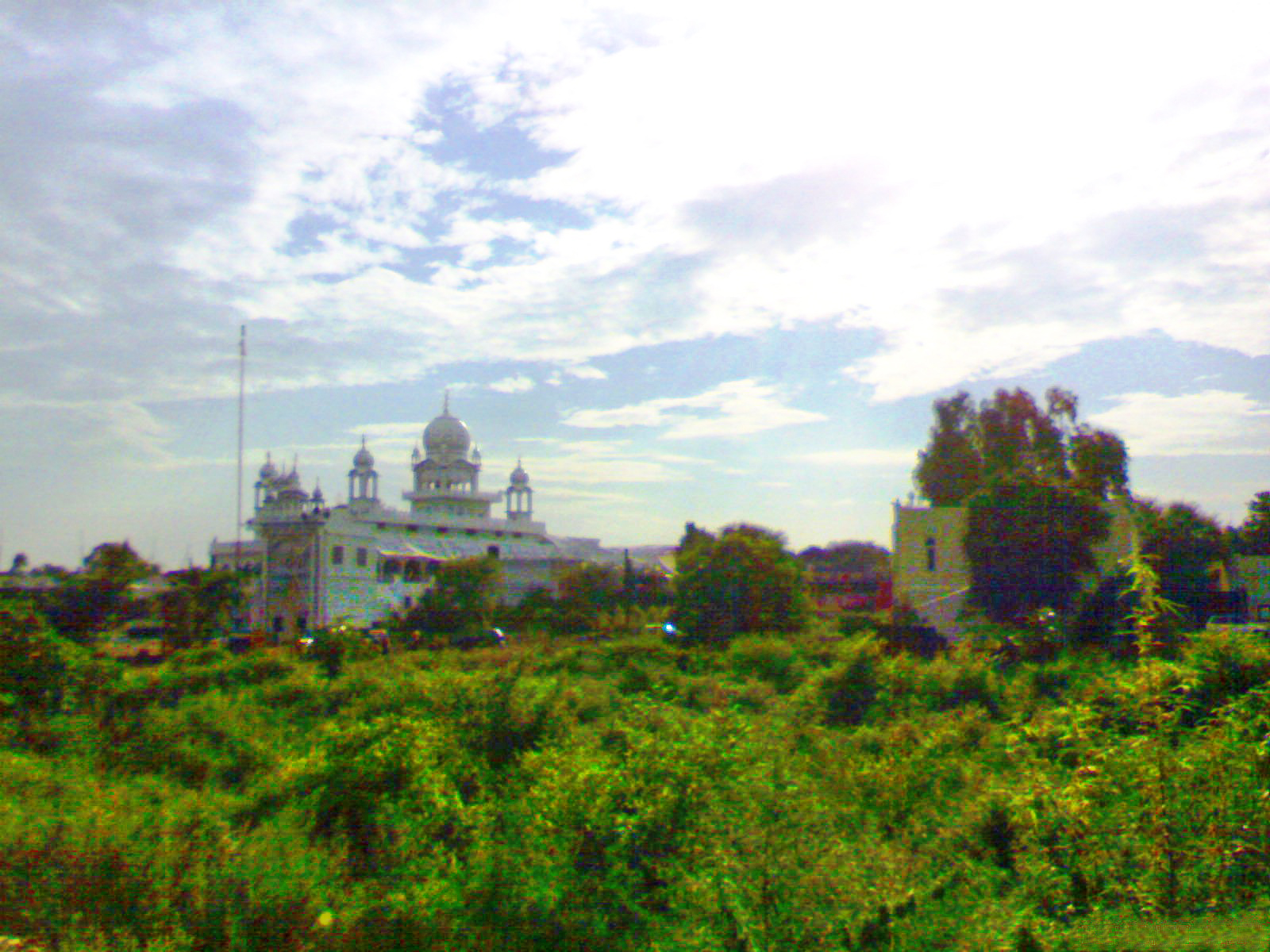
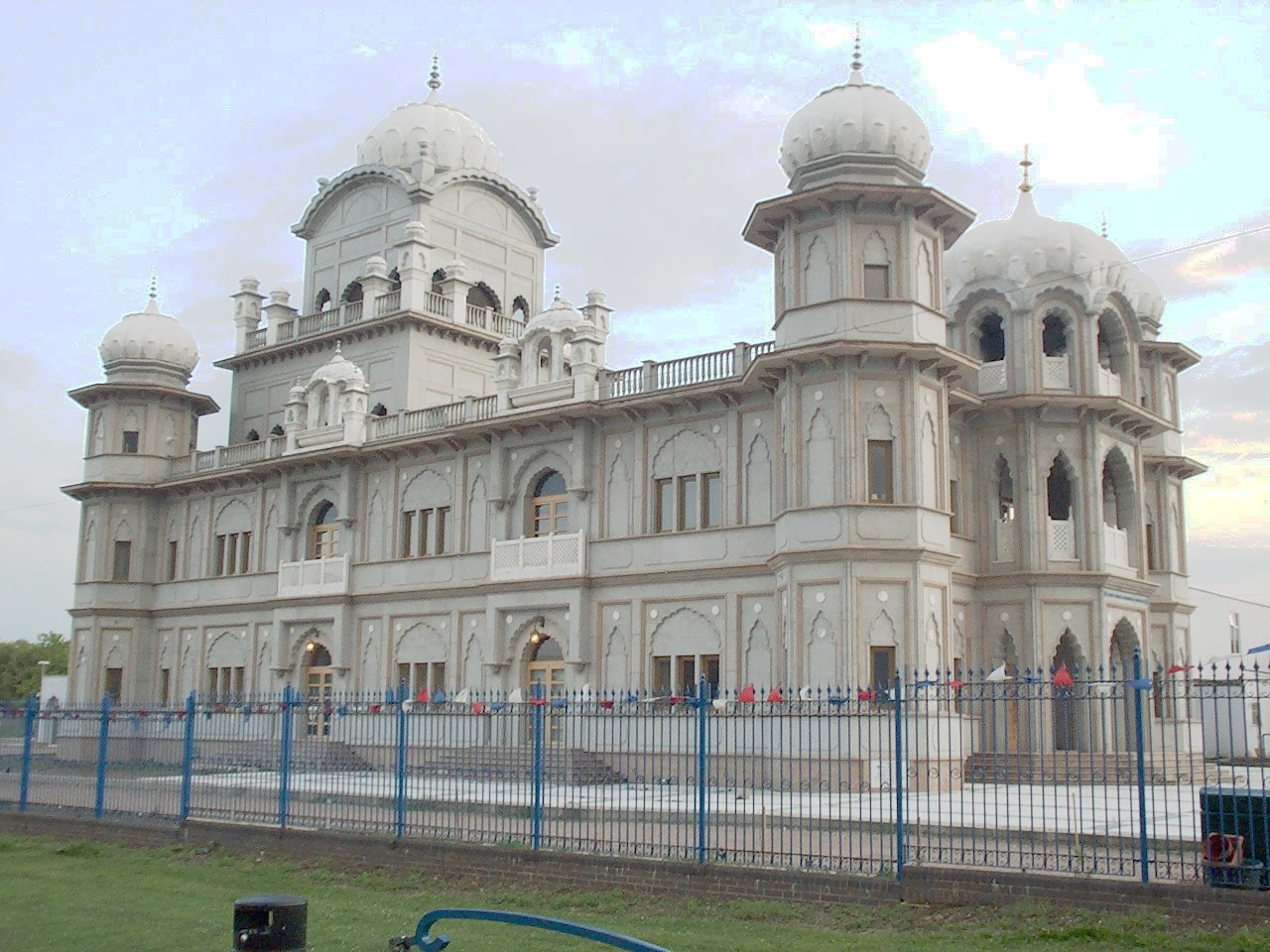
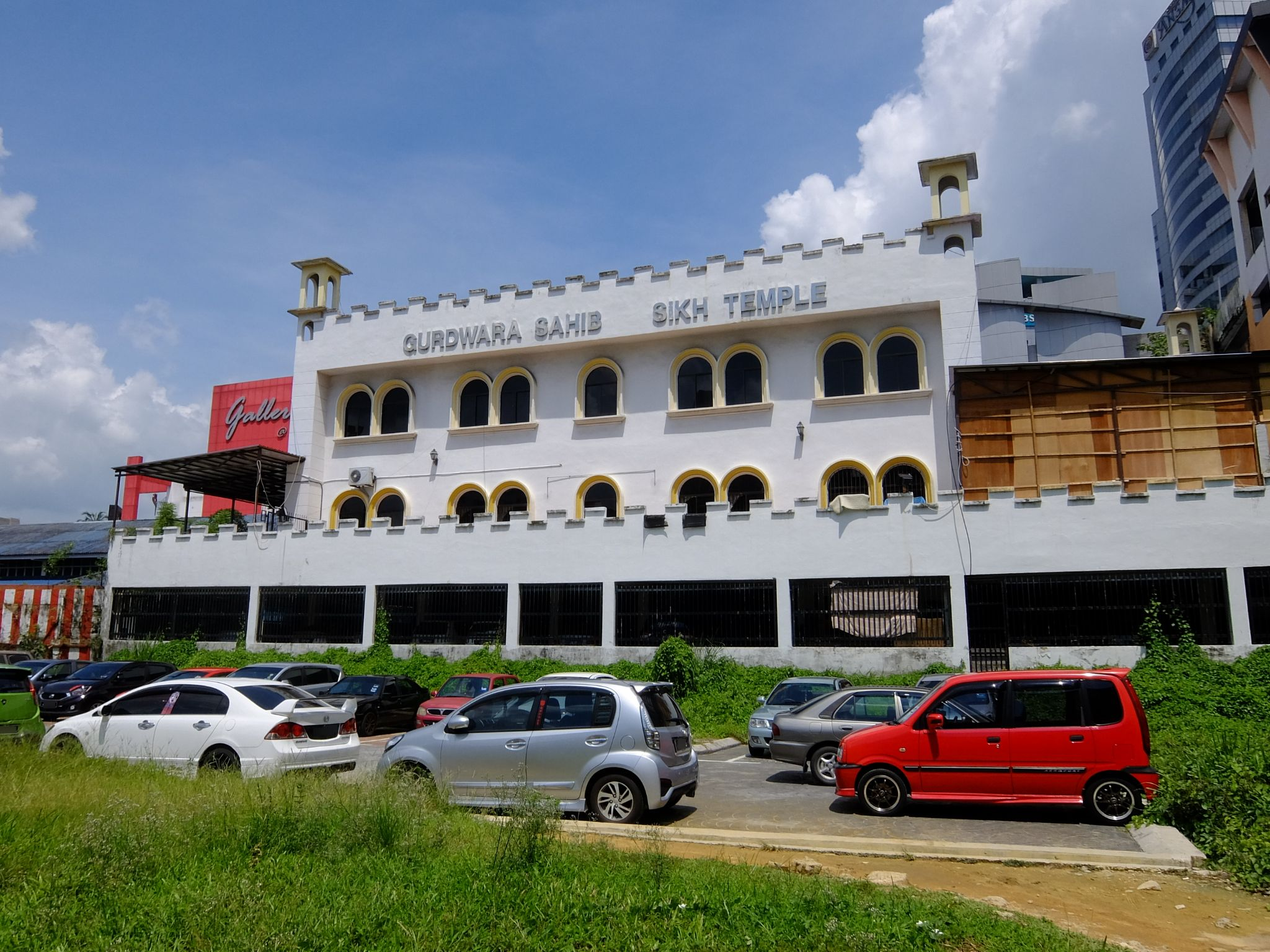
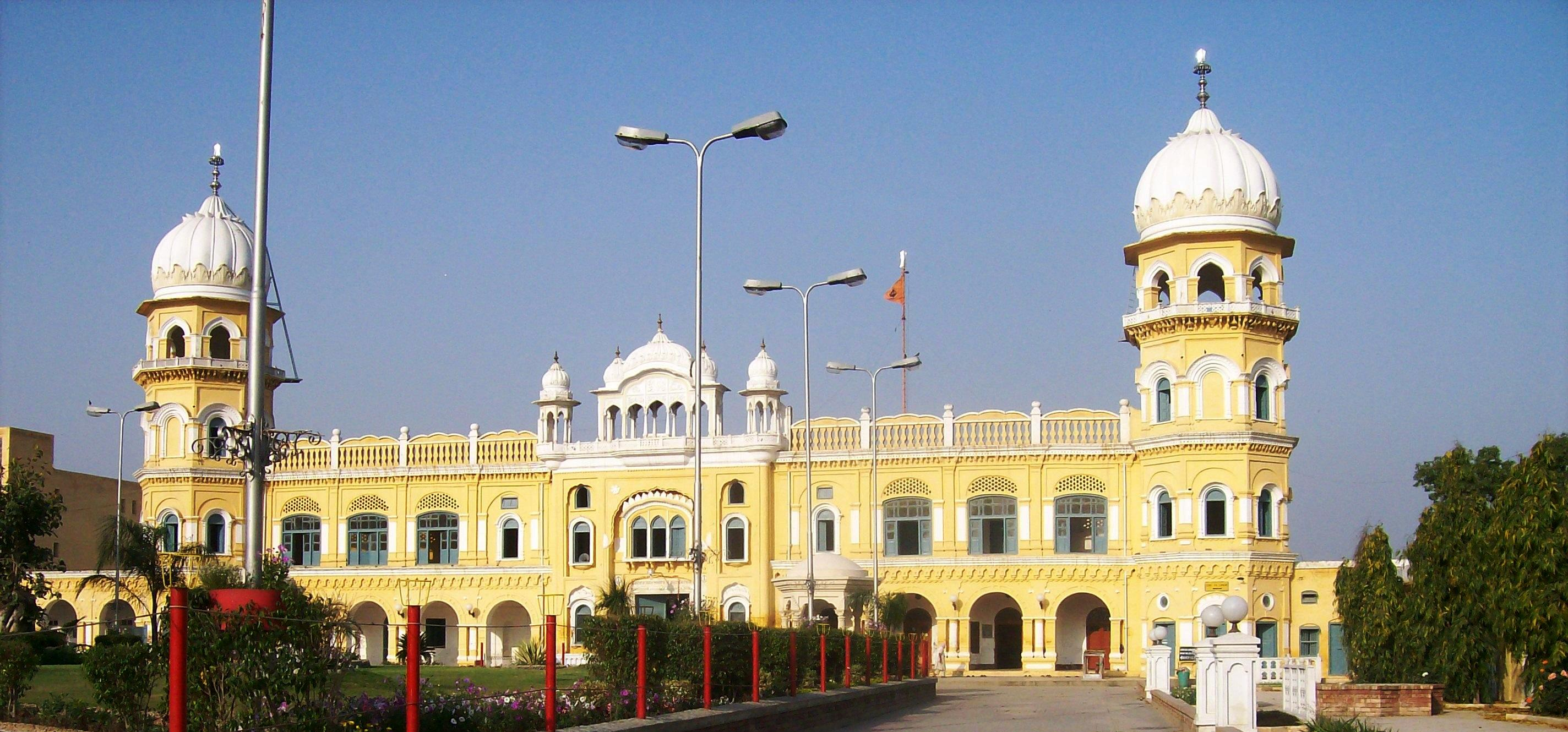